# Психолошки аспекти храњења
Психолошки аспекти храњења значајни су и комплексни јер утичу на целовит развој детета.
Само храњење је неговање односа између детета и одраслог. Као у свим активностима и у храњењу треба са дететом сарађивати, третирати га као равноправног партнера.
Мајчина храна је нормална физиолошка храна одојчета. Храњењем на грудима успоставља се емотивна веза између мајке и детета.
Поред породице, јаслице и вртић су значајни фактори социјализације детета, па велику улогу у томе има сестра-васпитач и васпитач. Поред деце на вртић се адаптирају и њихови родитељи. Особље вртића треба да покаже професионалност и толеранцијом и разумевањем помогне деци и родитељима.
Треба имати у виду да су навике храњења један од облика понашања које се социјализују и да представља за дете сложен развојни задатак. Детету је у формирању ових навика потребна подршка одраслих али само до мере до које је стимулативна и у правцу стицања независности. Подршка одраслих која спутава децу претвара се у фрустрацију, гушење независности. Грешке се јављају услед недовољне флексибилности и стрпљења. 
Сам чин храњења траје много краће кад га обави мајка него кад се препусти детету, па се дешава да дете нема довољно и правовремено могућности да савлада ову навику. Ако сестра-васпитач или васпитач наставе нове грешке, оне ће негативно утицати на дечију личност.

## Карактеристике периода раног детињства
1. Рано детињство карактерише најбржи темпо развоја. Ни у једном каснијем периоду развоја не догађају се такве квалитативне промене у физичком и психичком развоју као у прве три године живота. У тој фази интензивно се повећава тежина и висина. У току прве године и по формирању се све основне функције коре великог мозга, почевши од првих условних рефлекса до другог сигналног система тј. до виших функција коре.  У овом периоду детињства психички развој је врло брз. Различити покрети, емоције, сензорни процеси и све функције говора развијају се брзим темпом. Говор постаје средство комуникације с одраслима и вршњацима, средство за развој мишљења и сазнања.
2. У периоду раног детињства почињу се формирати сви процеси: навике и вештине су недовршене.
3. Рано детињство карактерише велика физичка и психичка осетљивост (рањивост) деце. Често им је нарушено емоционално стање неважним узроцима.
4. Физички и психички развој су у међусобној зависности. Деца нарушеног здравља показују промену расположења: раздражљива су или трома, брзо се умарају. И    обрнуто, свака болест се лакше подноси ако се уз помоћ различитих васпитних поступака подражава добро емоционално стање болесног детета.
5. Систематске активности утичу брзо на ток развоја
6. Здраво дете се рађа с богатим природним потенцијалима. Васпитним утицајима се постиже високи ниво развоја и формирање појединих функција.
7. Процес развоја је скоковит и неравномеран. На пример код детета од године до године и пет месеци брже се развија разумевање говора, али се спорије ствара активни речник.
8. Рани развој дечије емоционалне сфере зависи од карактера дечијег емоционалног стања. Од емоционалног стања детета зависи ток многих физиолошких процеса, на пример, примања хране. Ефекат сваке активности зависи од дететовог емоционалног односа према садржају те активности. Водећа улога емоционалног стања траје у току целог раног детињства. Диференцијација туђих емоција је такође велика. Иако још не разуме речи, дете у раном периоду схвата да ли се одрасли љуте, раположење људи који га окружују и рано уочава карактер међусобних односа ближњих.
9. Здраво дете се рађа с формираном сензо-моторном потребом за примање сензорних надражаја и потребом за кретањем.
10. Мало дете  има изражену потребу за контактом са одраслима, што је значајно за његов психолошки развој и емотивно стање.
11. У периоду раног детињства више нервне функције имају своје карактеристике:

- степен радне способности је нижи па се дете умара
- релативно је мала издржљивост (отпорност) нервних станица: многи спољни надражаји (на пример оштри звукови) су прејаки за дечији нервни систем
- неуравнотеженост нервних процеса делује тако да код деце преовладава стање узбуђења
- теже одлаже своје потребе
- нестална пажња
- релативно је слаба покретљивост нервних процеса па не могу брзо прекинути започету активност, тешко мењају стечене навике, теже се прилагођавају већим променама услова живота
- појачана је осетљивост нервног система
- постоји неуравнотеженост првог и другог сигналног система (примарни сигнални надражаји имају веће значење, а улога другог сигналног система тек постепено расте).

У нези и васпитању треба узети у обзир ове карактеристике јер начин живота, садржај и методе васпитања утичу на целокупни равој детета.

## Храњење у установама
Први контакт са вртићем је за већину деце фрустрација а један од најчешћих видова реакције на фрустрацију је регресија - враћање на нижи ниво понашања. Дете онда показује несамосталностпри храњењу (Трогодишње дете је у стању да савлада основне облике самосталног узимања хране).
Разговор са родитељима омогућава сестри-васпитачу да сазна све у вези са исхраном детета: када и колико једе, коју врсту хране, на који начин (цуцла, кашичица); храна коју не једе или на њу је алергично. У време адаптације не треба спроводити никакве измене у исхрани а поготово присиљавати дете да једе. Прихватање хране један је од знакова прилагођавања.
Прелазак на нову врсту хране, нов начин храњења (за столом, делимично самостално) спроводи се постепено, доследно и увек у сарадњи са дететом и родитељима.
За оброк дете треба бити припремљено. То значи суво, пресвучено, умивено, чистих руку и носа.
Без обзира ког је дете узраста и колико се само припрема за оброк, ове припреме су једнако важне.
И беба од десет месеци и дете од све године, да би задовољно појели оброк траже негу, али и топлину и сарадњу. На пример: дете које се тек пробудило неће моћи (ни хтети) да одмах из кревета пређе на храњење и одмах отвара уста. Исто тако дете из игре не може одмах да једе. Прање руку и умивање смирују децу и припремају за оброк. 
Неприхватљиви поступци сестре-васпитача су ако се од деце тражи да у апсолутној тишини, потпуно неактивна чекају оброк.
Присиљавање детета да једе није дозвољено. Потребно је тражити прави узрок отпору и одбијању хране. Дете које је повратило ручак (осим ако је болесно) отворено се супроставља притиску.
Родитељи се највише интересују како је њихово дете јело. Треба им стрпљиво и детаљно одговарати, нарочито ако постоји проблем у исхрани.
Порекло, узрок проблема не мора бити у установи јер храњење је процес који има своју предисторију у породици и не мора бити у директној вези са поступцима које је мајка користила у исхрани детета. Зато је одговорност на сестри-васпитачу и на васпитачу који може да наслеђене проблеме учини озбиљнијим или да их ублажи.
Преближан став родитеља према храњењу негативно утиче на дете а врши притисак и на васпитача.
Поред притисака које трпи од родитеља сестре васпитачи и васпитачи су суочени са објективним околностима: Велики број деце у групама, дуго чекање на оброке који стижу из централне кухиње, недовољан трпезаријски простор и сл. али те околности не смеју служити као оправдање за грешке у (васпитним) поступцима при храњењу.
Три најчешћа типа неадекватног (недозвољеног) реаговања: 
1. Рутинско, емоционално безизражајно понашање. Пошто нема довољно ни објективних услова ни личних могућности да се оствари индивидуални приступ детету онда се бира један шаблонизиран облик понашања применљив за свако дете. Рутина уопште може да се протумачи као један од видова професионалне деформације.
2. Грубо и непажљиво понашање. Поступак храњења обавља се брзо, нестрпљиво са повременом грубошћу. Комуникација са дететом је повратна , а агресија је реакција на фрустрацију.
3. Агресивно понашање. Дете се користи као објект за пражњење сопствених агресивних импулса. Сваки дечији отпор се доживљава као лична увреда. Од детета се очекује потпуна послушност и покорност. Таква особа ће присилити детет да једе баш ону храну коју не воли.

## Повезаност квалитета исхране и психолошких својстава детета
Психолог Весна Огњеновић разматрајући психолошке аспекте храњења наводи истраживања која говоре о повезаности исхране и психолошких својстава детета.
У једној серији истраживања (Eichenwald и Fry, 1969), доказано је да лоша исхрана у раном, критичном периоду може имати великог утицаја на интелектуални и емоционални развој детета. Лоше храњена деца не показују довољно радозналости и активности типичних за свој узраст. 
Студија Brockmanа  и Riccuti-а (1971), утврђује повезаност између лоше исхране и когнитивних дефицита код мале деце. Аутори су применили један врло једноставан тест који је захтевао класификацију осам сличних објеката. Субјекти су били изразито потрањена деца једне сиромашне четврти Лиме и показали су знатно мањи интелектуални учинак у односу на нормално ухрањену децу. Значи да и квалитет исхране добија своје значајно место и у контексту психичког развоја.